# Pré-história do Paraguai
A pré-história do Paraguai ou a história pré-colombiana do Paraguai é o período desde o início do assentamento humano do atual território do atual Paraguai até a chegada dos conquistadores europeus, no século XVI. O estudo deste período é baseado em fontes arqueológicas e nos estudos delas derivados. Quase não há informações antes das primeiras missões jesuíticas no Paraguai estabelecidas no século XVII.

## Povoamento
Estima-se que os povos paleolíticos chegaram onde atualmente é o Paraguai por volta de 6000 anos a.C, e os povos neolíticos 3000 anos antes de Cristo. Mais de 6.000 anos atrás, os Kaingang eram os ancestrais pré-históricos dos Guaranis. Os primeiros seres humanos a alcançar o território atual do país, comunidades da cultura paleolítica, instalaram-se no Chaco paraguaio. Eles eram caçadores-coletores e nômades. Os humanos posteriores são diferentes, da cultura neolítica, eles praticavam agricultura incipiente e praticavam cerâmica. Eles eram semi-sedentários e ocupavam a região leste do país.
No Paraguai pré-histórico, havia três grupos raciais: os Pampídeos, que se instalaram no Chaco; os Laguídeos, localizados em espaços aleatórios na região leste, e o neolítico dos povos amazônicos, que se assentavam nas margens do Rio Paraguai e também na bacia do Rio Paraná. Esses três grupos racionais corresponderiam livremente aos povos Mascoianos, Mataco-Guaicurú e os Tupi-Guaranis respectivamente.
Cerro Guazú é a principal herança do Paí tavyterã um lugar onde, segundo as crenças indígenas, o Deus Criador e o bisavô, Ñande Rú, emergiram de onde o mundo e a humanidade foram criados. A presença humana mais antiga é encontrada nesta colina, onde foram encontrados ossadas humanas de mais de 5.200 anos atrás. Naquela época, pontas de flechas e objetos eram feitos de quartzito existente no local. Também foram documentados cerca de 1400 desenhos registrados em 60 m das paredes do abrigo, como uma amostra da arte rupestre.

## Desenvolvimento pré-hispânico

### Tupí-Guarani

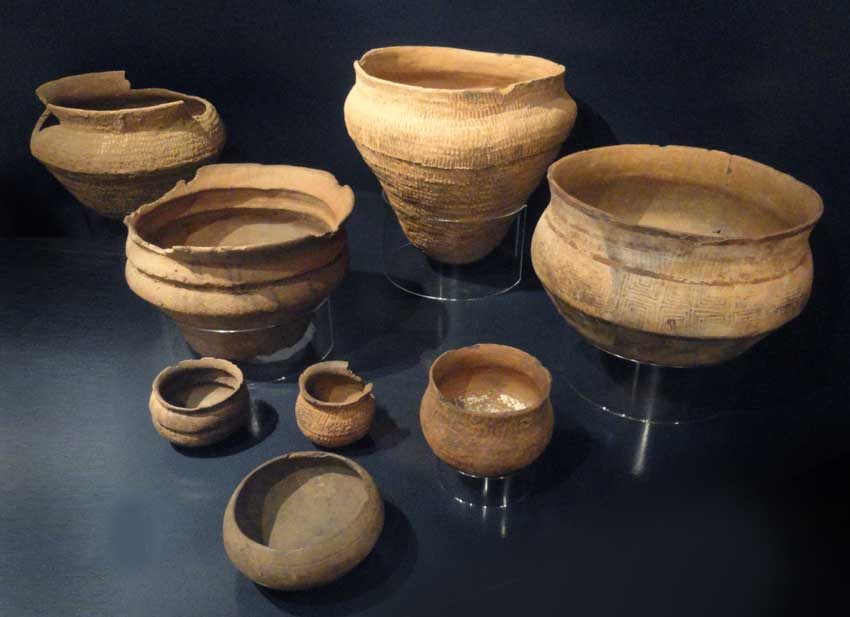
Cerâmica artesanal guarani.

Durante o período anterior à chegada dos europeus no século XVI, os grupos tupi-guaranis foram distribuídos por uma vasta área geográfica. Os Tupi ocupavam a parte média e baixa da bacia amazônica e os principais afluentes da costa atlântica. No Paraguai, a presença de vários povos tupi-guarani está documentada, incluindo os próprios guaranis, paí tavyterã, chiriguanos e os tapietés. Esses grupos constituiriam a maior parte dos povos amazônicos do Paraguai pré-hispânico.
Os guaranis ocupavam a área da costa entre Cananea e o Rio Grande do Sul, de onde se estendiam para os rios Paraná, Uruguai e Paraguai. Seu território alcançou o norte até o rio Tietê e oeste para o rio Paraguai.  Além, separado desse quarteirão, morava o grupo Avá-guarani, localizado na fronteira com o império Inca. Apesar da dispersão, esses grupos compartilhavam uma base sociocultural. No Paraguai, os guaranis ocupavam basicamente a parte oriental do território.
Os guarani orientaram suas ações e ainda são guiados por La Tierra Sin Mal, que estava na base de sua cultura guerreira e canibalismo ritual. Esses grupos foram organizados em famílias extensas que habitavam as malocas, onde constituíam a unidade básica de parentesco caracterizada por um alto grau de autonomia política e econômica. Em um nível mais alto de organização, havia aldeias que podiam receber até mil pessoas. Cada vila tinha um líder, mas o grupo de aldeias que formavam uma tekóa reconheceu os mburuvichá, que lideravam as relações externas do grupo, e os grupos guerreiros acima de seus líderes.
Eles eram navegadores de canoa habilidosos, caçadores de selva, coletores, pescadores e praticavam agricultura. Entre as culturas mais importantes estavam a mandioca, batata-doce, abóbora, milho e erva-mate, que eles costumavam beber, uma bebida que ainda é consumida hoje.
A sucessão de pai para filho não era uma regra consensual, embora houvesse uma tendência a institucionalizar uma liderança hereditária, mantendo a liderança dentro da mesma linhagem.

### Mascoianos
Atualmente, esses povos habitam a região do Chaco e, possivelmente, em épocas anteriores à chegada dos povos Avá, ocupavam um território maior do que atualmente. Eles compreendem um conjunto de diferentes grupos étnicos que falam idiomas relacionados da família mascoiana.

### Outras vilas
No sul do país, havia assentamentos de cidades que falavam línguas da família linguística Mataco-Guaicurú. Embora a origem dessas cidades pareça estar ao sul do rio Pilcomayo, várias delas migraram cedo para o norte, chegando até ao sul do Brasil. No norte do Paraguai, alguns povos Arawak também se estabeleceram, presumivelmente da região circunscrita da Amazônia e emigrando para o sudeste.

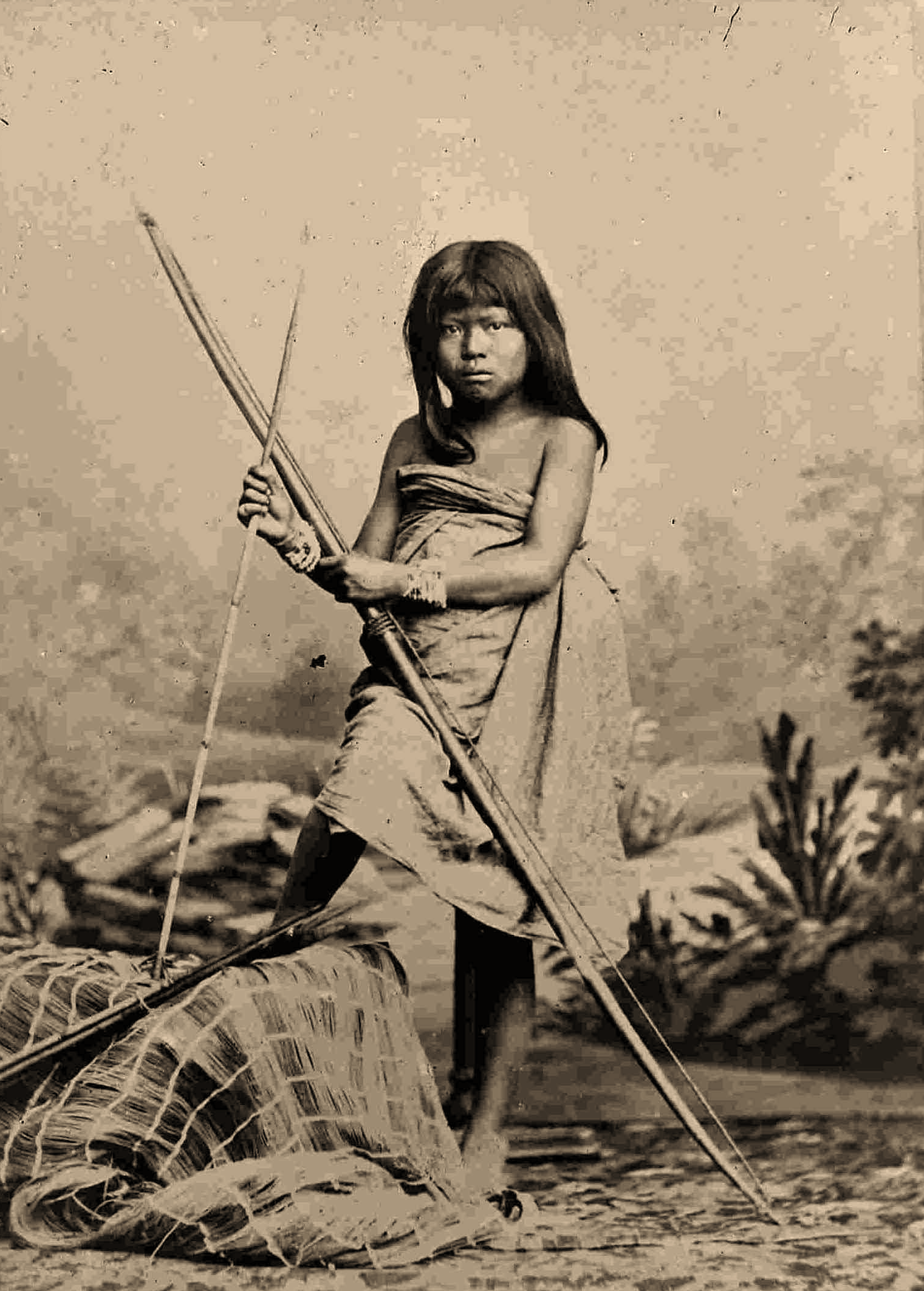
Uma índia paiaguá.

### Guerras internas
A guerra era comum para os guaranis que povoavam o atual território do Paraguai. Eles não apenas enfrentaram outros grupos étnicos, mas também entre diferentes preconceitos guaranis. Sua organização política estava baseada na existência de numerosos grupos competindo entre si resultou em guerras periódicas em meio a mudanças de alianças.
A influência dos líderes se baseava em ser um guerreiro notável e um bom orador. Seu poder tinha limites precisos, pois sua autoridade consistia no reconhecimento social de um prestígio que lhe dava o direito a privilégios como o cultivo de sua trama pelos membros do grupo e a poligamia, pois ele podia ter várias mulheres de diferentes áreas e assim formar parentescos para garantir relações pacíficas. Por sua vez, esses privilégios o tornaram mais produtivo do que qualquer outro membro da vila.
Os conflitos provavelmente resultaram não apenas de disputas territoriais ou de recursos, mas também do caráter essencial da guerra para eles. A maior fonte de prestígio e, portanto, influência para qualquer guarani foi o status de um "bravo guerreiro", um status que foi adquirido principalmente pela captura de inimigos em combate, depois a execução e o consumo. A guerra aparece assim como uma maneira de incorporar novos indivíduos, seja pela escravidão ou pelo sacrifício antropofágico.
Além disso, o povo guarani entrou violentamente na bacia do Rio da Prata, gerando uma situação de guerra permanente com as populações aborígenes não guaranis que habitavam a região.